# 赵婴齐 (南越国)
赵婴齐（粵拼：ziu6 jing1 cai4；？—前113年），中国西汉时期南越国的第三代君主，前125年至前113年在位，是南越国第二代君主赵眜的儿子，谥号“南越明王”。赵婴齐的陵墓于226年被孙权派人挖掘，根据古书的描述，应该和1983年出土的其父赵眜的南越王墓形制类似，均发现丝缕玉衣和皇帝行玺等物。

## 生平
前135年，闽越王郢借机向南越国发动战争，当时的南越国第二代王赵眜向汉武帝求助。汉武帝派大将平复了闽越之乱，闽越王郢被诛。并派遣中大夫严助假借表彰赵眜能忠于臣属之职为名，请赵眜赴长安朝见汉武帝。赵眜怕被汉武帝找借口扣留，就一直称病没去，只是把太子赵婴齐送到了汉武帝身边做宿卫，长达十余年之久。前125年（一说前122年），赵眜病重，赵婴齐向汉武帝请求回到南越国。同年，赵眜死去，赵婴齐继承王位。此前南越君主對漢朝自稱「藩王」，在國中則自稱「皇帝」。趙嬰齊即位之後，廢去了趙佗、趙眜在位時所稱的帝號，在國中改稱「國王」，將先帝的玉璽藏於國庫中不再使用。
赵婴齐去长安之前，曾经在南越娶当地的南越女人为妻，并生了长子赵建德，赵婴齐去长安做宿卫后，又娶了邯郸樛家的女儿做妻子，生了儿子叫赵兴。赵婴齐继承南越王位后，向汉武帝请求立妻子樛氏为王后，赵兴为太子，汉武帝批准了他的请求，此举舍长立幼，为将来南越国之乱种下了祸根。
赵婴齐是一个暴君，喜欢恣意杀人，汉武帝屡次派使者到南越国，婉转劝告赵婴齐去长安朝拜汉武帝。赵婴齐惧怕进京后，汉武帝会比照内地诸侯，执行汉朝法令，因此以有病为藉口，一直未去长安，只派遣儿子赵次公去长安当了宿卫。
前113年，赵婴齐病死，汉朝加给他明王的谥号，太子赵兴继承王位。

## 历史影响
据《史记》记载，赵婴齐是一个性情暴戾、喜欢杀人取乐的暴君，在1983年出土的其父赵眜的陵墓中，发现了殉葬者15人，都是其父生前的宠妃和身边近待，多数是被击砸后脑致死，其状非常惨烈，也间接证明了赵婴齐的残暴。
此外，赵婴齐没有听从丞相吕嘉等人的劝告，仍把在长安时娶的妻子立为王后，把次子赵兴立为太子，这种舍长立幼的举动，使南越国在他死后，他的长子赵建德和次子赵兴之间产生了激烈的权力之争，并最终导致了南越国的覆灭。

## 陵墓
赵婴齐死后，其陵墓葬于南越国的都城番禺（今广州市）内。据《太平寰宇记》记载，黄武五年（226年），孙权因听闻南越国第一代王赵佗的陵墓多奇珍异宝，遂派遣吕瑜领兵数千人前来广州挖掘赵佗的陵墓，最终以失败而告终。但吕瑜却挖掘出了赵婴齐的陵墓，在陵墓内发现丝褛玉衣和皇帝信玺、皇帝行玺等金印。
1983年，在广州西村发现了一座大型的南越国时期陵墓，墓坑长13米，宽6米，曾被严重盗掘过，残余的玉饰等文物和南越王墓相类似，考古学家推测此墓可能就是孙权派人挖掘过的赵婴齐的陵墓。

## 延伸阅读
[在维基数据编辑]
 《史記/卷113》，出自司馬遷《史記》

## 关联条目
- 南越王墓
- 南越国
- 赵佗
- 赵眜